# Virbius
Wirbiusz (łac. Virbius) – w mitologii rzymskiej bóstwo lub heros.
Był czczony w gaju w Nemi, gdzie mieściło się sanktuarium Diany Nemoreńskiej. Fakt, że do gaju tego nie wpuszczano koni, pozwolił zidentyfikować postać Virbiusa z mitycznym herosem Hippolytosem (Hipolit), zabitym przez konie. Tak zrodziło się przekonanie, że bogini Artemida (Diana) wyjednała u bogów olimpijskich zgodę na wskrzeszenie Hippolytosa przez Asklepiosa, ceną jednak za to była zmiana imienia i ukrycie się przed ludźmi. Bogini przeniosła więc Hippolytosa do Arycji, do gaju w Nemi, i nadała mu nowe imię, które interpretowano jako złożone ze słów vir (mężczyzna, człowiek) i bis (dwa razy).